# Мельба (десерт)
«Мел(ь)ба» (англ. Peach Melba) — классический десерт из мороженого, созданный в 1892 или 1893 году Огюстом Эскофье (французским шеф-поваром ресторана гостиницы «Савой» в Лондоне) в честь оперной дивы Нелли Мелбы. Десерт готовится из очищенных от кожуры половинок персика, малинового соуса и ванильного мороженого.
Десерт популярен в США с начала XX века и является там самым популярным персиковым десертом. 13 января в Соединенных Штатах отмечается Национальный день «Персика Мелба».

## История создания
В 1892 году Нелли Мелба выступала в опере Рихарда Вагнера «Лоэнгрин» в Ковент Гардене. Герцог Филипп Орлеанский дал обед в её честь, чтобы отметить её триумф. По этому поводу Огюст Эскофье создал новый десерт. Представляя десерт, Огюст Эскофье украсил его ледяной статуэткой лебедя, на котором, на основании из ванильного мороженого, находились персики. Ходили слухи, что певица очень любила мороженое, но не решалась есть его часто, чтобы не простудить горло и не сорвать голос. В десерте мороженое было только одним из ингредиентов, поэтому такой десерт не имел столь же вредоносного воздействия на голосовые связки певицы. Выбор фигуры лебедя для украшения десерта не был случайным. Именно в лодке, влекомой лебедем (в которого колдунья превратила маленького принца Готфрида), дважды приплывает рыцарь Лоэнгрин в первом и третьем актах оперы. Опера «Лоэнгрин» была написана по мотивам легенд о Рыцаре Лебедя.
В 1900 году Эскофье создал новую версию десерта. По случаю открытия гостиницы «Карлтон», где он был главным шеф-поваром, Эскофье уже не использовал ледяного лебедя и поместил на персики малиновое пюре. В других версиях этого десерта используются груши, абрикосы или клубника вместо персиков и/или малинового соуса. Другой вариант — растопленное желе из красной смородины вместо малинового пюре.